# Radio Liban
Radio Liban (arabisch إذاعة لبنان, DMG Iḏāʿat Lubnān) ist der staatliche Hörfunkanbieter im Libanon. Er veranstaltet auf mehreren UKW-Frequenzen ein arabisches Hörfunkprogramm und ein überwiegend französisches Programm, das auch Sendungen auf Englisch, Armenisch und Italienisch enthält. Wie der öffentlich-rechtliche Fernsehdienst des libanesischen Staates, Télé Liban, ist Radio Liban Mitglied in der Arab States Broadcasting Union (ASBU).

## Geschichte
Der Rundfunk im französischen Mandatsgebiet Syrien und Libanon begann im September 1938 mit Radio-Levant über einen 4-Kilowatt-Sender in Beirut, betrieben von der Société Radio-Orient, dem zweiten Rundfunkveranstalter im Nahen Osten nach der Eröffnung von Radio Kairo 1934. Regelmäßige Sendungen von Radio-Levant begannen 1939.
Nach Ausbruch des Zweiten Weltkriegs stand der Sender zunächst unter der Kontrolle des Vichy-Regimes; als Gegenstimme wurde 1940/41 unter Mitwirkung der Hagana, der jüdischen Untergrundarmee im britischen Mandatsgebiet Palästina, Radio Levant France Libre in Haifa mit Sendungen für das französische Mandatsgebiet eingerichtet. Nach dem Syrisch-Libanesischen Feldzug von 1941 (Operation Exporter) stand Radio-Levant unter Kontrolle der Forces françaises libres und erhielt 1942 auf Kurzwelle ein Pendant in Damaskus, Radio-Damas. Nachdem der Großlibanon 1943/46 unabhängig wurde, wurde Radio-Levant zum Service de Radiodiffusion de la République Libanaise, kurz Radio Liban genannt.
Im Kopenhagener Wellenplan von 1948 wurden Beirut zwei Mittelwellenfrequenzen zuerkannt, 836 und 989 kHz, sodass das Programm von Radio Liban nach Sprachen geordnet entflochten werden konnte. 1958 wurde das arabische Programm auf 989 kHz verselbständigt; auf 836 kHz sendete man fortan überwiegend auf Französisch. Die Mittelwellenfrequenzen sind heute außer Betrieb.
Seit Mitte der 1970er Jahre sendeten zeitweise bis zu 150 private Hörfunkstationen gleichzeitig im Libanon. Ein Teil davon besteht bis heute, viele verschwanden, einige neue kamen hinzu. Der Wiederaufbau des öffentlich-rechtlichen Rundfunks, der im libanesischen Bürgerkrieg (1975–1990) weiterhin eine neutrale gesamtlibanesische Position zu vertreten versuchte, erfolgte nach Beendigung der militärischen Auseinandersetzungen mit Unterstützung des französischen Außenministeriums. So übernimmt die französischsprachige Sektion von Radio Liban seit 2003 auch einige Sendungen von Radio France Internationale (RFI).
Radio Liban sendet heute zwei Hörfunkprogramme auf mehreren UKW-Frequenzen und ist zudem online im Internet-Streaming zu hören. Das überwiegend musikalisch ausgerichtete „französische“ Programm enthält eine allabendliche Sendung auf Armenisch und mehrmals wöchentlich eine Sendung in italienischer Sprache; die Mittagssendung Rush Hour wird auf Englisch angesagt. Die facettenreiche internationale Musikauswahl des Programms mit über den Sendetag verteilten wechselnden Schwerpunkten kann als singulär in der öffentlich-rechtlichen Hörfunklandschaft des Nahen Ostens gelten. Das arabische Programm sendet – neben zahlreichen Wortsendungen – fast ausschließlich Musik im arabisch-orientalischen Stil. Eine ähnliche Gliederung der Hörfunkprogramme nach Sprachen sowie einerseits arabischer, andererseits westlicher Musik kommt auch in anderen Ländern des arabischen Sprachraums vor, so in Jordanien, Algerien und Marokko.
Der rapide Verfall der libanesischen Währung 2023 brachte insbesondere das französischsprachige Programm in Gefahr, da alle libanesischen Mitarbeiter ihre Tätigkeit zeitweise einstellten. Seit der erneuten kriegerischen Invasion Israels im Libanon ab 30. September 2024 wurde statt des üblichen arabischsprachigen Programms ein arabisches Sonderprogramm ausgestrahlt, das stündliche Nachrichten, eine Reihe von Wortbeiträgen und vor allem patriotische Unterhaltungsmusik aus dem seit den 1950er Jahren entstandenen libanesischen Musikrepertoire enthielt. Inzwischen wurde das reguläre Programm wiederaufgenommen.

## Frequenzen
Sendungen auf Ultrakurzwelle
Radio Lubnan (arabisch)
auf 98,5 MHz:
- Sender Beit Mery im Hinterland von Beirut (50 Kilowatt)
- Sender Jabal Safi im Bergland im Süden (18 Kilowatt)

auf 98,1 MHz:
- Sender Tyros (10 Kilowatt)

Radio Liban 96.2 (überwiegend französisch)
auf 96,2 MHz:
- Sender Aitou im Bergland im Norden (27 Kilowatt)
- Sender Beit Mery im Hinterland von Beirut (50 Kilowatt)
- Sender Baalbek in der Bekaa-Ebene (35 Kilowatt)
- Sender Jabal Safi im Bergland im Süden (18 Kilowatt)

Darüber hinaus können die Programme über Internet-Streaming verfolgt werden.